# Émissions de CO2 du transport ferroviaire en France
Pour les autres articles nationaux ou selon les autres juridictions, voir Émissions de CO2 du transport ferroviaire.
Le secteur du transport ferroviaire en France émet du dioxyde de carbone (CO2), un des principaux gaz à effet de serre responsables du changement climatique.
Ces émissions comprennent celles liées à l'énergie nécessaire pour le déplacement du matériel roulant, celles induites par la fabrication de ce matériel, et celles résultant de la construction et de la maintenance des voies.

## Historique
Si le secteur des transports est un des principaux générateurs de dioxyde de carbone (CO2) en France, les travaux publiés ont été largement concentrés sur les principaux contributeurs : le mode routier, et dans une moindre mesure sur le mode aérien.
S'agissant du transport ferroviaire, au contraire, jusque vers 2005, les données restaient parcellaires voire réduites à des informations publicitaires du type « Objectif 0 % de CO2. Ou presque. ».
En février 2011, le Code des transports a été modifié pour intégrer l'obligation pour les prestataires de transport de donner une information relative à la quantité de CO2 émis. Un décret du 24 octobre 2011 en précise les modalités d'application. Mais les valeurs dont la publication est prescrite sont des valeurs moyennes et partielles puisqu'elles ne prennent en compte que le CO2 résultant de la consommation énergétique due à la circulation des trains.

## Estimations
En 2019, la SNCF publie une nouvelle version de l'éco-comparateur avec des chiffres s'échelonnant entre 1,73 gCO2/voy.km pour le TGV, 4,75 gCO2/voy.km pour le Transilien, 5,29 gCO2/voy.km pour les Intercités, 24,81 gCO2/voy.km pour le TER. Au niveau de l'Europe ; 6,68 gCO2/voy.km pour Thalys, 6,64 gCO2/voy.km pour Eurostar, 4,7 gCO2/voy.km pour Gala et 7,2 gCO2/voy.km pour Alleo.
Le site Bilan GES de l'Agence de l'environnement et de la maîtrise de l'énergie (ADEME), qui intègre les émissions liées à la fabrication du matériel roulant, propose des chiffres un peu plus élevés. Pour le TER, le chiffre proposé correspond à une moyenne entre les différents types de locomotives, électriques ou diesel.
|                                                                                  | Émissions (gCO2/voy.km) |
| TGV                                                                              | 2,36                    |
| Trains grande ligne                                                              | 5,92                    |
| TER                                                                              | 29,6                    |
| Métro parisien                                                                   | 2,74                    |
| RER et transilien                                                                | 7,28                    |
| Tramway parisien                                                                 | 2,68                    |
| Métro, tramway, trolleybus - 2018 - Agglomération > à 250 000 habitants          | 3,29                    |
| Métro, tramway, trolleybus - 2018 - Agglomération de 100 000 à 250 000 habitants | 5,03                    |

Les chiffres de SNCF Connect et ceux de l'ADEME ne prennent pas la construction et la maintenance des voies en compte. Selon l'Union internationale des chemins de fer en 2016, la construction des voies représente une émission additionnelle de l'ordre de 6 à 7 gCO2/voy.km. Une estimation de 2011 par le même organisme aboutissait à des chiffres un peu inférieurs pour la construction des voies destinées aux trains à grande vitesse en France, compris entre 3,7 et 4,3 gCO2/voy.km.